# Waldrems
Waldrems (umgangssprachlich Rems) ist ein Dorf und seit 1972 ein Stadtteil der Großen Kreisstadt Backnang im baden-württembergischen Rems-Murr-Kreis.

## Geographische Lage
Waldrems liegt auf einer Ebene am südlichen Rand der Backnanger Bucht. Etwa einen Kilometer südlich, noch auf dem Gebiet der Altgemeinde, beginnen die Ausläufer der Schwäbisch-Fränkischen Waldberge. Durch den Ort fließen die zum kurzen Feuerseegraben vereinten periodischen Rinnsale Aubach und Fischbach sowie der dort weitgehend verdolte Langenbach, sie münden am Westrand des Ortes in den Maubach. Durch Waldrems verläuft die Trasse der Bundesstraße 14 und die projektierte Trasse B 14n sowie am Rande eines westlich der Bundesstraße in neuerer Zeit angelegten Gewerbegebietes die Bahnstrecke Waiblingen–Schwäbisch Hall-Hessental.
Umliegende Ortschaften sind Backnang im Norden, Heiningen im Nordosten, mit dem Waldrems fast zusammengewachsen ist, Allmersbach im Tal im Ostsüdosten, Hertmannsweiler im Südsüdwesten, Nellmersbach im Südwesten, Erbstetten im Westnordwesten und Maubach im Nordwesten.
Zu Waldrems gehört der Weiler Horbach, der etwa 1,2 km im Südosten liegt.

## Geschichte

### Mittelalter
Waldrems ist wahrscheinlich jünger als das benachbarte Heiningen, von dem aus der Ort vermutlich besiedelt wurde. Erstmals erwähnt wurde Waldrems in einer zu Lyon ausgestellten päpstlichen Urkunde vom 11. April 1245. Mit diesem Schriftstück stellte Papst Innozenz IV. das Augustiner-Chorherrenstift Backnang unter seinen Schutz und bestätigte die Rechte und Privilegien des Stifts in zahlreichen Orten. Unter den aufgeführten Dörfern und Weilern erscheint auch ein Remse. Aufgrund der räumlichen Nähe gehen Experten davon aus, dass es sich hierbei um Waldrems und nicht etwa um Neckarrems handeln muss. Beide Orte wurden früher nur Rems genannt. Um Verwechslungen zu vermeiden, entstand der Ortsname Waldrems, da der Ort an einem Wald lag. Der Name Waldrems erscheint erstmals im Jahre 1501 als Waldtremß. Waldrems war von Anfang an eng mit dem Stift Backnang verbunden. Den Chorherren stand der große und der kleine Frucht- und Weinzehnt zu. Weiterhin hatten die Kanoniker mehrere erbliche Höfe, Güter, Zinsen und Gülten in Waldrems.
1439 wurde Waldrems zusammen mit einigen anderen Orten von den Grafen Ulrich und Ludwig von Württemberg an die Gebrüder Wernher und Peter Nothaft von Hohenberg verpfändet.

### Neuzeit
Aus der Regierungszeit von Herzog Carl Eugen (18. Jahrhundert) liegt eine erste Beschreibung von Waldrems vor: Ein Weyler, liegt auf einer Ebene an der Straße von Weißach nach dem Stiftsgrundhof vulgo Siehdichfür. Diese Straße gehet durch, daselbst sind 18 Wohnhäuser, 14 Scheuern, 23 Hornviehställ, 19 Backöfen und 8 Brunnen, worunter 7 Galt- und ein Quellbrunn befinden.

### Im Königreich Württemberg
Im 19. Jahrhundert war Waldrems ein kleines Bauerndorf. Wichtigste Erwerbsquellen waren Feld- und Obstbau. Es wurde Viehzucht, hauptsächlich Schweinemast, betrieben. Es gab einen Gemeindeschäfer mit 200 bis 250 Tieren. Es bestand eine Gastwirtschaft und ein kleiner Kramladen. Der Weinbau war in Waldrems schon um 1871 unbedeutend. Der Bestand umfasste etwa 2.800 Weinstöcke, hauptsächlich Elblinge, Gutedel, Silvaner und Trollinger. Bis zum Ersten Weltkrieg verschwand der Weinbau durch eingeschleppte Krankheiten wie die Reblaus vollständig aus der Gemeinde.

### Nach dem Zweiten Weltkrieg
Nach dem Zweiten Weltkrieg wuchs Waldrems durch die Aufnahme vieler Heimatvertriebener aus den deutschen Ostgebieten und den Ländern des ehemaligen Österreich-Ungarn stark an. Um die Vertriebenen unterzubringen, beschloss die Gemeinde die Aufsiedelung der Kohläcker.

### Gemeindegebietsreform
Die von der Regierung Filbinger initiierte Gemeindereform zu Beginn der 1970er Jahre sah die Schaffung von größeren Gemeinden mit mindestens 5000 Einwohnern vor. Waldrems hatte jedoch nicht die erforderliche Einwohnerzahl. Somit war klar, dass die Reform zwangsläufig das Aus für die Gemeinde bringen würde. Daher sah man sich nach potentiellen Partnern für eine Gemeindefusion um. Es gab Überlegungen, sich mit Heiningen und Maubach zusammenzuschließen. Alle drei Gemeinden bildeten bereits seit 1966 eine eigene Bürgermeisterei unter Bürgermeister Ulrich Schäfer. Allerdings wollten die Maubacher zu Backnang gehören. Deshalb gab es Pläne, statt Maubach Allmersbach im Tal einzugemeinden. Allerdings wäre dann der Stiftsgrundhof eine Exklave von Backnang gewesen. Dort stießen die Pläne auf starke Ablehnung, denn es war ja gerade das Ziel der Reform, komplizierte und verwirrende Gemeindegrenzen zu beseitigen. Bürgermeister Schadt von Allmersbach hatte auch kein Interesse an einer Fusion mit Waldrems und Heiningen und trieb stattdessen die Vereinigung mit Heutensbach voran. Daher beschlossen Waldrems und Heiningen, mit Backnang zu verhandeln. Am 1. Januar 1972 wurden die beiden Gemeinden Stadtteile von Backnang.

### Straßennamen
Durch den Zusammenschluss mit Backnang entstand ein neues Problem: Bei 29 Straßennamen bestand zwischen Backnang und Waldrems Namensgleichheit. Um Verwechslungen zu vermeiden, beschloss der Stadtrat die Umbenennung der Straßen. Man entschied sich dabei, Bezeichnungen aus einem festumrissenen Bereich zu wählen. Der Ortschaftsrat von Waldrems entschied sich für Nebenflüsse des Neckar. Später kamen Nebenflüsse der Donau hinzu. Nach der deutschen Wiedervereinigung kamen Flüsse der neuen Bundesländer hinzu: Elbestraße, Havelplatz, Neiße-, Saale-, Spree- und Oderweg.

## Politik

### Schultheißen und Bürgermeister
Liste der Schultheißen (unvollständig, Amtszeiten teilweise unklar, ab 1930 wurde in Württemberg die Amtsbezeichnung Schultheiß amtlich durch Bürgermeister ersetzt):
- um 1670–1993: Hans Specht[6]
- 1693– ca. 1735: Hans Michael Specht[6]
- ca. 1735–1768: Georg Adam Specht[6]
- ca. 1768–1781: Johann Michael Specht[6]
- 1781–1810: Johann Georg Wagenblast[6]
- 1810–1827: Johannes Schad[6]
- 1827–1837: Johann Matthäus Schippert[6]
- 1837–1868: Johann Georg Hieber[6]
- 1868–1909: Johannes Rieger[6]
- 1909–1930: Jakob Gottlieb Bäuerle[6]
- 1948–1966: Hermann Friedrich Bacher[6]
- bis 1972: Ulrich Schäfer[3]

Waldrems hat seit der Gemeindegebietsreform einen Ortschaftsrat und einen Ortsvorsteher. Aktuell ist Regina Konrad Ortsvorsteherin.

## Kirche
Seit der Reformation ist Waldrems wie ganz Alt-Württemberg evangelisch-lutherisch geprägt, hatte jedoch lange Zeit keine eigene Kirche. Nach dem Zweiten Weltkrieg entstand die Auferstehungskirche, Neckarstraße 88. Waldrems bildet zusammen mit Heiningen eine Kirchengemeinde.

## Bildungseinrichtungen
- Talschule (Grundschule)

## Sehenswürdigkeiten
- Historisches Rathaus
- Dorfbrunnen
- Geologische Pyramide in der Ortsmitte.

## Vereinsleben
- Dorf- und Backhausverein e.V.
- Radsportverein RSV Backnang-Waldrems 1914 e.V.
- Gesangverein Harmonie Waldrems und Heiningen
- Entschieden für Christus Waldrems-Heiningen-Maubach (EC HaWeMa)

## Bilder von Waldrems

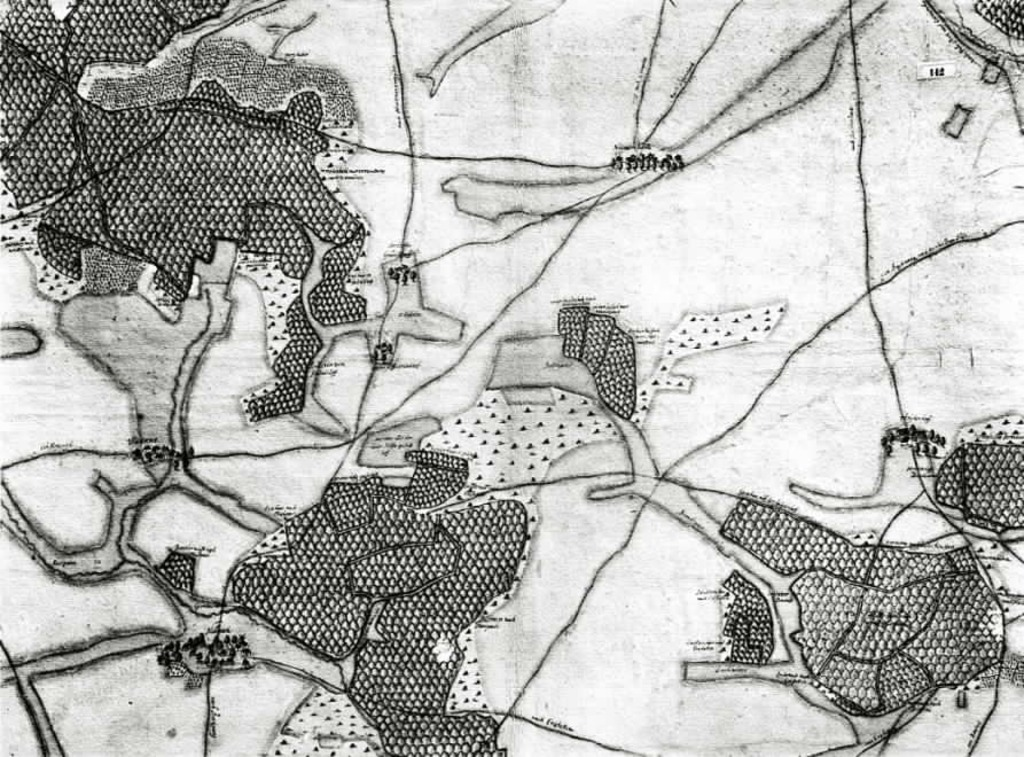
Kiesersche Forstkarte Nr. 142 mit Walttrems
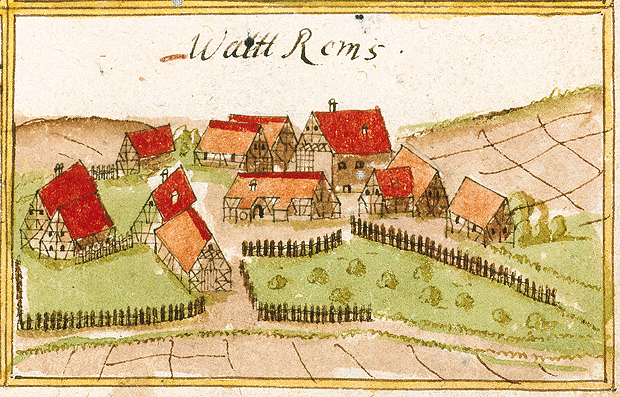
Waldrems gegen Ende des 17. Jahrhunderts
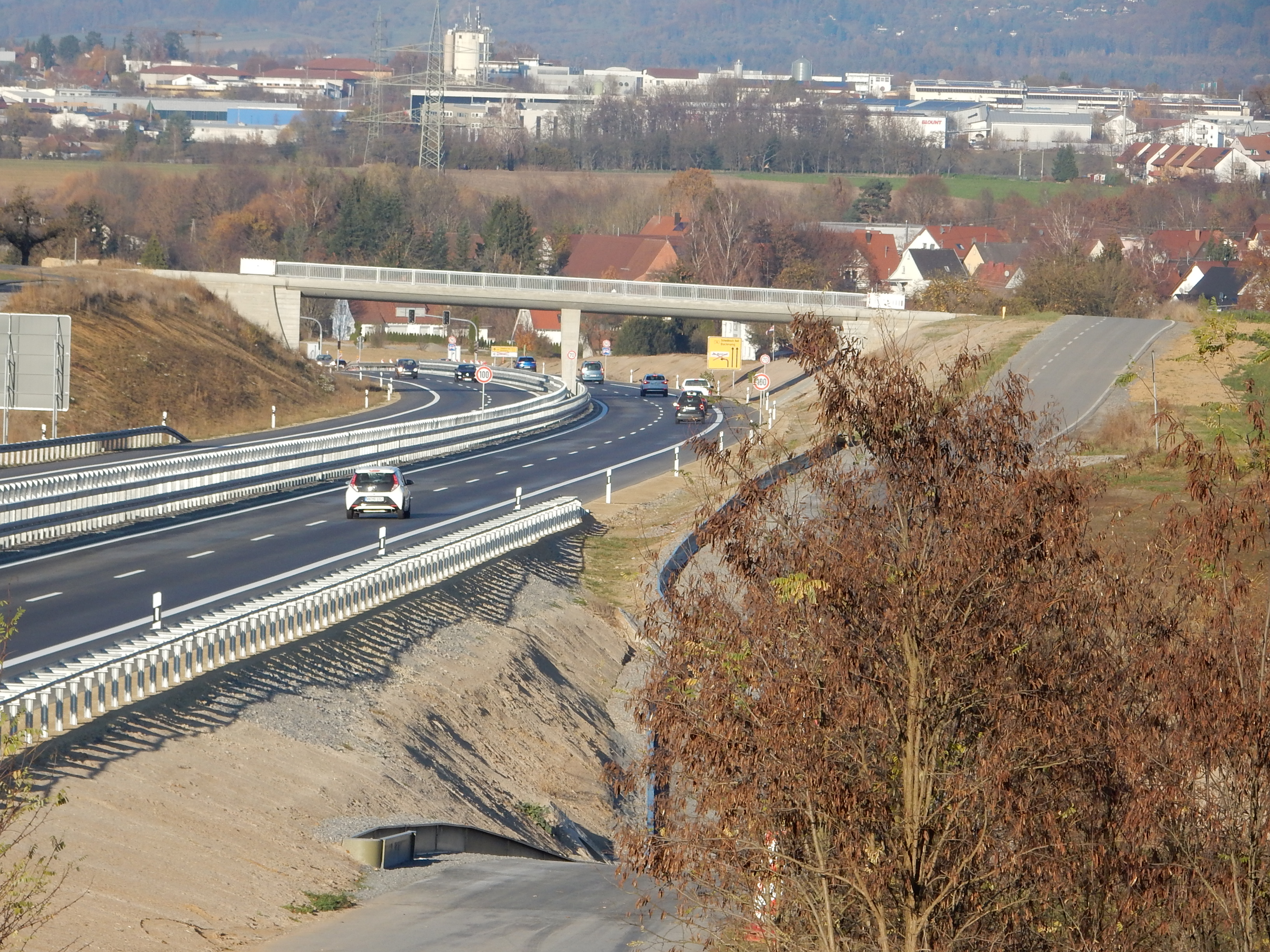
Ende der ausgebauten B14 kurz vor Waldrems

## Persönlichkeiten
Mit Waldrems verbundene Personen
- Ulrich Schäfer (* 1940), Kommunalpolitiker und Fußballfunktionär (VfB Stuttgart)